# Oecetis kimminsi
Oecetis kimminsi är en nattsländeart som beskrevs av Kumanski 1979. Oecetis kimminsi ingår i släktet Oecetis och familjen långhornssländor. Inga underarter finns listade i Catalogue of Life.